# Matsuzawa Koki
Koki Matsuzawa (sinh ngày 3 tháng 4 năm 1992) là một cầu thủ bóng đá người Nhật Bản.

## Sự nghiệp câu lạc bộ
Koki Matsuzawa đã từng chơi cho Vissel Kobe.